# 仲木繁夫
仲木 繁夫（なかき しげお、1908年7月14日 - 2000年5月4日）は、日本の映画監督。父は劇作家の仲木貞一。
大映の「百蘭紅蘭」（1952年）で監督デビュー。「しゃぼん玉親爺」（1956年）までは仲木繁夫の名で活動。
その後東映に移籍して、助監督を担当。1958年の「丹下左膳」で仲木睦（むつ）と改名する。
「風小僧・風雲虹ヶ谷」（1960年）で再び監督になった以後は仲木睦名義で活躍した。
但し、1969年に参加したTVシリーズ「怪奇大作戦」では旧名の仲木繁夫名義で監督している。
かなりの早撮り名人であったという。

## 主な作品
映画
- 「白蘭紅蘭」（1952年）
- 「あんみつ姫 甘辛城の巻」（1954年）
- 「あんみつ姫 妖術競べの巻」（1954年）
- 「浪曲天狗道場」（1955年）
- 「白馬童子 南蛮寺の決斗」（1960年）

テレビ
- 「風小僧」（1959年）
- 「白馬童子」（1960年）
- 「特別機動捜査隊（1961年）
- 「少年ケニヤ」（1961年 - 1962年）
- 「白鳥の騎士」（1962年 - 1963年）
- 「鉄道公安36号」（1963年 - 1967年）
- 「忍者部隊月光」（1964年）
- 「テレビ・ルーテル・アワー　山の宿」（1966年）
- 「テレビ・ルーテル・アワー　愛と憎しみの間」（1967年）
- 「怪奇大作戦」（1969年）
  - 第17話「幻の死神」
  - 第18話「死者がささやく」

作詞
- 「白馬童子」作曲：浜口庫之助